# 韦斯特街50号
韦斯特街50号（50 West Street）是位于美国纽约市曼哈顿下城的一栋64层，高778英尺（237）的零售、住宅公寓混合型摩天大楼，由时代地产公司开发。大楼内共有191个单元。
大楼由赫尔穆特·扬设计，其代表作为法兰克福的商品交易会大厦、城峰中心、公园大道432号以及莱辛顿大道425号。